# Ie Rhob Barat
Ie Rhob Barat is een bestuurslaag in het regentschap Bireuen van de provincie Atjeh, Indonesië. Ie Rhob Barat telt 442 inwoners (volkstelling 2010).